# El Hassania
El Hassania (în arabă الحسنية) este o comună din provincia Aïn Defla, Algeria.
Populația comunei este de 4.037 de locuitori (2008).